# Улица Братьев Малаковых
Улица Братьев Малаковых (до 2022 года — улица Бориса Житкова) (укр. Вулиця Братів Малакових) — улица в Шевченковском районе города Киева. Пролегает от улицы Академика Щусева до улицы Владимира Сальского, исторически сложившаяся местность (район) Сырец.
Примыкает улица Юрия Глушко.

## История
Новая улица возникла в 1950-е годы в Подольском районе города Киева. 
20 августа 1957 года Новая улица района Бабий Яр в Подольском районе была переименована на улица Житкова — в честь русского и советского писателя Бориса Степановича Житкова, согласно Решению исполнительного комитета Киевского городского совета депутатов трудящихся № 1428 «Про наименование и переименование улиц города Киева» («Про найменування та перейменування вулиць м. Києва»).
В справочнике «Улицы Киева» («Вулиці Києва») изданий 1958, 1975, 1979, 1993, 2005 годов и энциклопедическом справочнике «Киев» изданий 1982, 1985 годов именуется как улица Житкова, в атласе «Киев к каждому дому» («Київ до кожного будинку») изданий 2003, 2011, 2013 годов — улица Бориса Житкова.
В процессе дерусификации городских объектов, 28 октября 2022 года улица получила современное название — в честь братьев Малаковых: советского украинского художника-графика, Заслуженного художника УССР Георгия Васильевича Малакова и советского и украинского историка Дмитрия Васильевича Малакова.

## Застройка
Улица пролегает в северо-восточном направлении параллельно улице Вавиловых. 
Парная и непарная стороны улицы заняты чередующейся усадебной, малоэтажной (3-этажные дома) и многоэтажной (5-9-14-16-этажные дома) жилой застройкой, учреждениями обслуживания.
Учреждения:
1. дом № 7Б — школа № 28
2. дом № 7Е — детсад № 159